# NGC 6936
NGC 6936 је елиптична галаксија у сазвежђу Јарац која се налази на NGC листи објеката дубоког неба.
Деклинација објекта је - 25° 16' 48" а ректасцензија 20h 35m 56,3s. Привидна величина (магнитуда) објекта NGC 6936 износи 12,8 а фотографска магнитуда 13,8. NGC 6936 је још познат и под ознакама ESO 528-22, MCG -4-48-21, PGC 65033.